# Bas-Saguenay

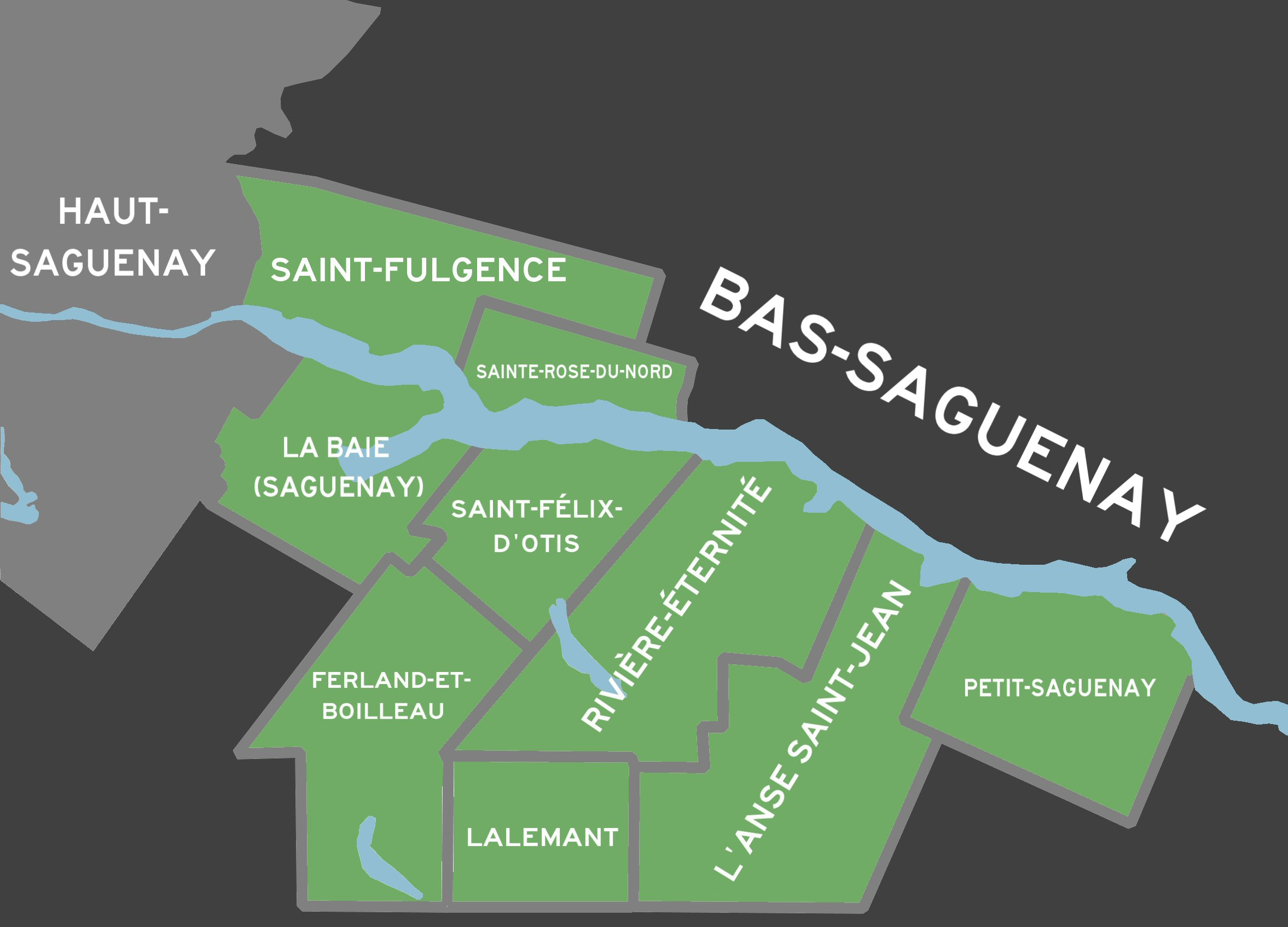
Carte des municipalités du Bas-Saguenay

Le Bas-Saguenay est une sous-région du Saguenay-Lac-Saint-Jean au Québec (Canada). 
Situé aux abords du Fjord du Saguenay, elle est la moins peuplée des trois sous-régions du Saguenay-Lac-Saint-Jean après le Haut-Saguenay et le Lac Saint-Jean.

Cette subdivision territoriale compte 9 entités administratives,
- Ferland-et-Boilleau
- La Baie (Saguenay)
- Lalemant
- L'Anse-Saint-Jean
- Petit-Saguenay
- Rivière-Éternité
- Sainte-Rose-du-Nord
- Saint-Félix-d'Otis
- Saint-Fulgence